# Elecciones parlamentarias de Andorra de 2023
Las elecciones parlamentarias de Andorra de 2023 celebradas el 2 de abril de 2023 para elegir a los 28 escaños del Consejo General de Andorra.

## Antecedentes
Tres partidos formaron una coalición de gobierno después de las elecciones parlamentarias de 2019, compuesta por los Demócratas por Andorra, los Liberales de Andorra y Ciudadanos Comprometidos con Xavier Espot Zamora como Presidente del Gobierno de Andorra.

## Sistema electoral
Se eligen veintiocho consejeros generales (en catalán: consellers generals), con base en listas cerradas de los partidos.
Catorce consejeros generales en representación de las siete parroquias (dos consejeros por parroquia) son elegidos de la lista con más votos en cada parroquia. Otros catorce  consejeros generales son elegidos de listas nacionales utilizando el método del resto mayor. 
Las listas parroquiales y la lista nacional son independientes entre sí: la misma persona no puede aparecer tanto en la lista nacional como en una lista parroquial, y los votantes emiten dos votos separados. No hay requisito de votar por el mismo partido en ambas listas.

## Partidos y alianzas participantes
| Partido o coalición | Partido o coalición | Candidato                | Escaños antes de las elecciones |
| ------------------- | --- | ------------------------ | ------------------------------- |
|                     | Demócratas por Andorra (DA)                                                                                              | Xavier Espot Zamora      | 11                              |
|                     | Liberales de Andorra (L'A)                                                                                               | Jordi Gallardo Fernàndez | 7                               |
|                     | Partido Socialdemócrata - Socialdemocracia y Progreso - Partido Socialdemócrata (PS) - Socialdemocracia y Progreso (SDP) | Pere López i Agràs       | 4                               |
|                     | Tercera Vía - Terceravia (TV) - Unió Laurediana (UL) - Independientes                                                    | Josep Pintat Forné       | 4                               |
|                     | Andorra Soberana (AS) | Eusebi Nomen Calvet      | –                               |
|                     | Unidos por el Progreso de Andorra (UPA)                                                                                  | Alfons Clavera Arizti    | –                               |

## Resultados
| Partido                     | Partido                                  | Circunscripción nacional | Circunscripción nacional | Circunscripción nacional | Circunscripciones parroquiales | Circunscripciones parroquiales | Escaños totales | +/–   |
| Partido                     | Partido                                  | Votos                    | %                        | Escaños                  | Votos                          | Escaños                        | Escaños totales | +/–   |
| --------------------------- | ---------------------------------------- | ------------------------ | ------------------------ | ------------------------ | ------------------------------ | ------------------------------ | --------------- | ----- |
|                             | Demòcrates per Andorra                   | 6.262                    | 32,66                    | 5                        | 7.309                          | 11                             | 16              | +5    |
|                             | Concòrdia                                | 4.109                    | 21,43                    | 3                        | 3.516                          | 2                              | 5               | 9     |
|                             | Partit Socialdemòcrata–Progressistes SDP | 4.036                    | 21,05                    | 3                        | 5.238                          | 0                              | 3               | -4    |
|                             | Andorra Endavant                         | 3.067                    | 16                       | 3                        | 1.370                          | 0                              | 3               | Nuevo |
|                             | Liberals d'Andorra                       | 893                      | 4,66                     | 0                        | 3.007                          | 0                              | 0               | -4    |
|                             | Acció                                    | 805                      | 4,20                     | 0                        | 1.979                          | 1                              | 1               | Nuevo |
| Votos blancos               | Votos blancos                            | 537                      | –                        | –                        | 1.527                          | –                              | –               | –     |
| Votos nulos                 | Votos nulos                              | 341                      | –                        | –                        | 557                            | –                              | –               | –     |
| Total                       | Total                                    | 20.050                   | 100                      | 14                       | 20.043                         | 14                             | 28              | 0     |
| Inscritos/participación     | Inscritos/participación                  | 29.958                   | 66,93                    | –                        | 29.958                         | 66,90                          | –               | –     |
| Fuente: Eleccions d'Andorra |                                          |                          |                          |                          |                                |                                |                 |       |

### Resultados de las circunscripciones parroquiales
| Canillo                     |       | 100   |       |       |       |       | 71,97 |
| Encamp                      |       | 53,07 |       |       | 46,93 |       | 64,52 |
| Ordino                      |       | 43,40 |       |       | 39,17 | 17,43 | 76,24 |
| La Massana                  | 47,72 | 47,72 | 24,73 |       | 27,55 |       | 71,40 |
| Andorra la Vieja            |       | 32,77 |       | 23,13 | 29,56 | 14,54 | 62,10 |
| San Julián de Loria         |       | 26,83 |       | 40,06 | 19,07 | 14,04 | 67,56 |
| Las Escaldas-Engordany      |       | 40,42 | 40,42 | 33,69 | 25,90 |       | 68,59 |
| Fuente: Eleccions d'Andorra |       |       |       |       |       |       |       |

## Formación de gobierno
El presidente del partido Demócratas por Andorra Xavier Espot prestó juramento para otro mandato como primer ministro el 17 de mayo de 2023.